# Żelistrzewo

Oficjalny herb wsi Żelistrzewo

Żelistrzewo (kaszb. Żelëstrzewò) – wieś kaszubska w Polsce położona w województwie pomorskim, w powiecie puckim, w gminie Puck.
Wieś szlachecka położona była w II połowie XVI wieku w powiecie puckim województwa pomorskiego. W latach 1973–1976 miejscowość była siedzibą gminy Żelistrzewo. W latach 1975–1998 miejscowość administracyjnie należała do województwa gdańskiego.
Podczas zaboru pruskiego wieś nosiła nazwę niemiecką Sellistrau. Podczas okupacji niemieckiej nazwa Sellistrau w 1942 została przez nazistowskich propagandystów niemieckich (w ramach szerokiej akcji odkaszubiania i odpolszczania nazw niemieckiego lebensraumu) zweryfikowana jako zbyt kaszubska i przemianowana na nowo wymyśloną i bardziej niemiecką – Sellen.
Leży w północnej części województwa pomorskiego na Kępie Puckiej, w odległości 4 km od Pucka, 18 km od Gdyni i zaledwie 2 km od Zatoki Puckiej.
Jest to jedna z nielicznych wsi posiadająca swój herb przedstawiający Serce Pana Jezusa, mikołajka nadmorskiego oraz tarczę.
Przez Żelistrzewo biegnie trasa kolejowa Reda-Hel.
Instytucje: Zespół Szkół w Żelistrzewie, Parafia Najświętszego Serca Pana Jezusa, Klub Sportowy „Korona Żelistrzewo”, niepubliczne przedszkole, ośrodek zdrowia, apteka, liczne sklepy. Żelistrzewiacy posiadają swoją własną telewizję kablową. Na terenie Żelistrzewa działa sieć komputerowa.
Można także oglądać program lokalny Twojej Telewizji Morskiej, który zastąpił wcześniej nadawany kanał NaszaTV.
Miejscowość jest siedzibą parafii rzymskokatolickiej, należącej do dekanatu Puck w archidiecezji gdańskiej.

## Historia
Pierwsi ludzie którzy pojawili się nad Bałtykiem, osiedli na tych terenach znaczniej później niż na innych ziemiach Polski – było to mniej więcej 9000 lat p.n.e. (opóźnienie to wynikało z cech kończącej się epoki lodowcowej). Ludzie ci utrzymywali się z łowów i zbieractwa. Z upływem czasu zajęli się hodowlą bydła rogatego, kóz, owiec i świń oraz uprawą zbóż. Ludność ta prowadziła życie osiadłe. Zaczęły się tworzyć tzw. osady, które stanowiły małe ziemie. Weszły one w obręb większego związku zwanego Ziemią Pucką. Jest to obszar dzisiejszej Kaszubszczyzny.
Jedną z takich osad było Żelistrzewo, które zostało założone między IX a XII wiekiem, a pierwsze znane wzmianki dotyczące miejscowości pochodzą z roku 1279. Z uwagi na to, że rządy sprawowało duchowieństwo świeckie, była to tzw. osada książęca (inaczej: dwór, okolica, ulicówka). Z innych źródeł wynika, że Żelistrzewo zostało przyznane w 1277 roku pierwszemu kasztelanowi Pucka Ściborowi przez księcia Mściwoja II.
W latach 1308–1309 na tereny Pomorza Gdańskiego wkroczyli Krzyżacy, co spowodowało duże zmiany także na terenie Pucka i okolic (również Żelistrzewa). Kasztelania Pucka została zlikwidowana, a rządy przeszły w ręce zakonu i prywatnych właścicieli. W Żelistrzewie władzę przejął kościół. Żelistrzewo należało do parafii w Pucku, dlatego ludność wsi zobowiązana była uiszczać dziesięcinę, z której jedna połowa przypadała biskupstwu, a druga puckiemu plebanowi. Sytuacja taka istniała do roku 1534.
Do XVII wieku właścicielami ziem, na których leżała miejscowość, byli różni władcy. Za panowania Jana III Sobieskiego Żelistrzewo kupił Jan Wejher, powiększając tym samym swój majątek.
Po I wojnie światowej Żelistrzewo było nadal małą osadą. Było tu kilka niedużych gospodarstw rolnych, praktycznie jedna przelotowa ulicę, czteroklasowa szkoła powszechna, w której nauczał jeden nauczyciel. Ziemia należała do dziedzica, który posiadał folwark. Ludność utrzymywała się głównie z pracy u swego „pana” zajmując się uprawą ziem, hodowlą trzody chlewnej itp. i otrzymując w zamian skromne wynagrodzenia oraz żywność. Na ogół żyła bardzo skromnie w chatach należących do właściciela folwarku.
Po II wojnie światowej zmienił się ustrój. Z folwarku utworzono państwowe gospodarstwo rolne (PGR). Z uwagi na szczęśliwe położenie przy linii kolejowej z Władysławowa przez Puck do Redy i dalej do Gdyni oraz Gdańska Żelistrzewo zaczęło się w tym czasie rozbudowywać. Przybywało tu coraz więcej ludności z innych okolic, która kupowała działki budując na nich domki jednorodzinne. W tym okresie zbudowano początkowo nową czteroklasową szkołę w ramach programu „1000-latek”, a w kilkanaście lat później dobudowano kolejną, tym razem dużą trzypoziomową szkołę (z salą gimnastyczną). W okresie tym powstały także dwa sklepy spożywcze, przedszkole, zmodernizowano Dom Kultury w którym swoją siedzibę znalazły władze Gminy Żelistrzewo.
Obecnie Żelistrzewo liczy ponad 2761 mieszkańców, posiada 57 ulic, kościół, ośrodek zdrowia, dużą szkołę z salą gimnastyczną, kilkanaście sklepów i zakładów usługowych.

## Toponimia
Według profesora Uniwersytetu Gdańskiego Jerzego Tredera nazwa Żelistrzewo składa się z dwóch członów: „Żeli” i „Stryjewo” i notowana jest po raz pierwszy już w roku 1277 jako Zelistryewo (wówczas na Z nie stawiano kropki, choć wymawiano Ż). Profesor A. Bruchner w Słowniku Etymologicznym Języka Polskiego pisze: W XV wieku, a nawet w XVI wieku, było jeszcze „żelu” – żal, „ożalać” – wdowiec opłakujący żonę. Może też być „żalinki” – cmentarze, miejsca gdzie objawiano żale. Być może, że w Żelistrzewie lub w pobliżu wioski był jakiś prastary cmentarz prasłowiański; „żal” oznacza również to samo, co urna (żal – żar). „Stryj” oznacza krewnego po ojcu. Już w XVI wieku stryjek herbowy nabrał u nas znaczenia. Solidarność rodowa wyrażała się w „braci-szlachcie”, szczególnie ze strony stryjów. W biblijnym języku: stryć, stryny, stryczny. Stryjem zwano także i wiatr pomyślny i las, gdy stawał się schronieniem w ostatniej potrzebie. Wokół Żelistrzewa są resztki prastarych lasów. Może więc był tu „Żelnik” – cmentarz, lub „żel” gdzie składano urny z prochami jeszcze w czasach pogańskich, a cmentarz krył się w okolicznych lasach. Według prof. Z. Żakiewicza należałoby powiedzieć, że Żelistrzewo (Żeli-stryjewo) jest to nazwa mówiąca o prastarym cmentarzysku, ukrytym w głębokich, ochronnych lasach (puszczach), które niegdyś rosły na tych terenach, a których pozostałością są lasy piaśnickie odległe zaledwie o kilka kilometrów od dzisiejszego Żelistrzewa.